# Monopsonie
Een monopsonie (uit het Oudgrieks μόνος / mónos (alleen, enkel) + ὀψωνία / opsōnía (aankoop)) is in de economie een markt waar slechts één koper, de monopsonist, aanwezig is. Er zijn echter wel meerdere verkopers. Het is dus symmetrisch aan een monopolie, waar er maar één verkoper is voor meerdere kopers. Het begrip "monopsonie" werd geïntroduceerd door Joan Robinson in 1933. Een partij die belangrijk genoeg is om in bepaalde sectoren als monopsonist te kunnen optreden is de overheid.
Een monopsonie kan gezien worden als een extreem voorbeeld van buyer power.